# 호커 시들리 님로드
호커 시들리 님로드(Hawker Siddeley Nimrod)는 영국 호커 시들리가 개발한 해상초계기이다. 호커 시들리는 인수 합병되어 현재는 BAE 시스템스다. 드 하빌랜드 DH.106 코멧 여객기를 바탕으로 하여, 초계기로 개조했다. 최대이륙중량 87톤으로 63톤인 P-3 오라이온 보다 대형이다. 1967년 5월 23일 초도비행하여 1969년 10월 2일 실전배치되었다. 2011년 6월 28일 퇴역했다.
영국은 제트엔진 4개, 최대이륙중량 87톤인 님로드를 퇴역시켰는데 반해, 미국은 제트엔진 2개, 최대이륙중량 85톤인 P-8 포세이돈을 실전배치중이다. 일본도 제트엔진 4개, 최대이륙중량 79톤인 가와사키 P-1을 실전배치중이다.
BAE 시스템스는 최신형 님로드 MRA.4를 개발하여, 2004년 8월 26일 초도비행을 하였다. 그러나 예산문제로 2010년에 개발 계획이 취소되고, 미국 보잉사의 P-8 포세이돈의 수입을 고려중이다.

## 제원
일반 특성
- 승무원: 13명
- 승객수: 24명
- 길이: 38.65 m (126 ft 9 in)
- 날개폭: 35.00 m (114 ft 10 in)
- 높이: 9.14 m (31 ft)
- 날개면적: 197.05 m² (2,121 sq ft)
- 체공중량: 39,009 kg (86,000 lb)
- 최대이륙중량: 87,090 kg (192,000 lb)
- 엔진: 4 × 롤스로이스 스페이 터보팬, 54.09 kN (12,160 lbf) 각각

성능
- 최대속도: 923 km/h (575 mph)
- 순항속도: 787 km/h (490 mph)
- 거리: 8,340–9,265 km (5,180–5,755 mi)
- 고도: 13,411 m (44,000 ft)

무장
- 기관포: 없음
- 하드포인트: 날개에 2개, 내부무장창, 최대무장량 20,000 lb (9,100 kg)
  - 로켓포: 없음
  - 미사일:
    - 공대공 미사일: 2× AIM-9 사이드와인더
    - 공대지 미사일: Nord AS.12, Martel missile, AGM-65 매버릭, AGM-84 하푼

  - 폭탄: 폭뢰, B57 핵폭탄
  - 기타: Air-dropped Mk.46 torpedoes, Sting Ray torpedoes, 기뢰, 소노부이

## 같이 보기
- 더 해빌런드 DH.106 코멧
- P-3 오라이온
- 투폴레프 Tu-142

1. ↑  web.archive.org